# スピートマーン
スピートマーン（アヴェスター語：スピタマ、سپیتَمَه）はツァラトゥストラの姓。ペルシア語では、この名前はスパントマーン（اسپنتمان）、スファントマーン（اسفنتمان）とも表記される。
ゾロアスター教の9代目の祖先の名前は、スピタマの伝統的な文献に基づいており、そのためこの一族はこの名前で呼ばれている。
デフコーダ辞書では、この単語は「白さの持ち主」と「白い斑点の持ち主」を意味する形容詞から派生した「スピート」と「マーン」の 2 つの部分から成り立っているとされている。